# Canal de Bergues

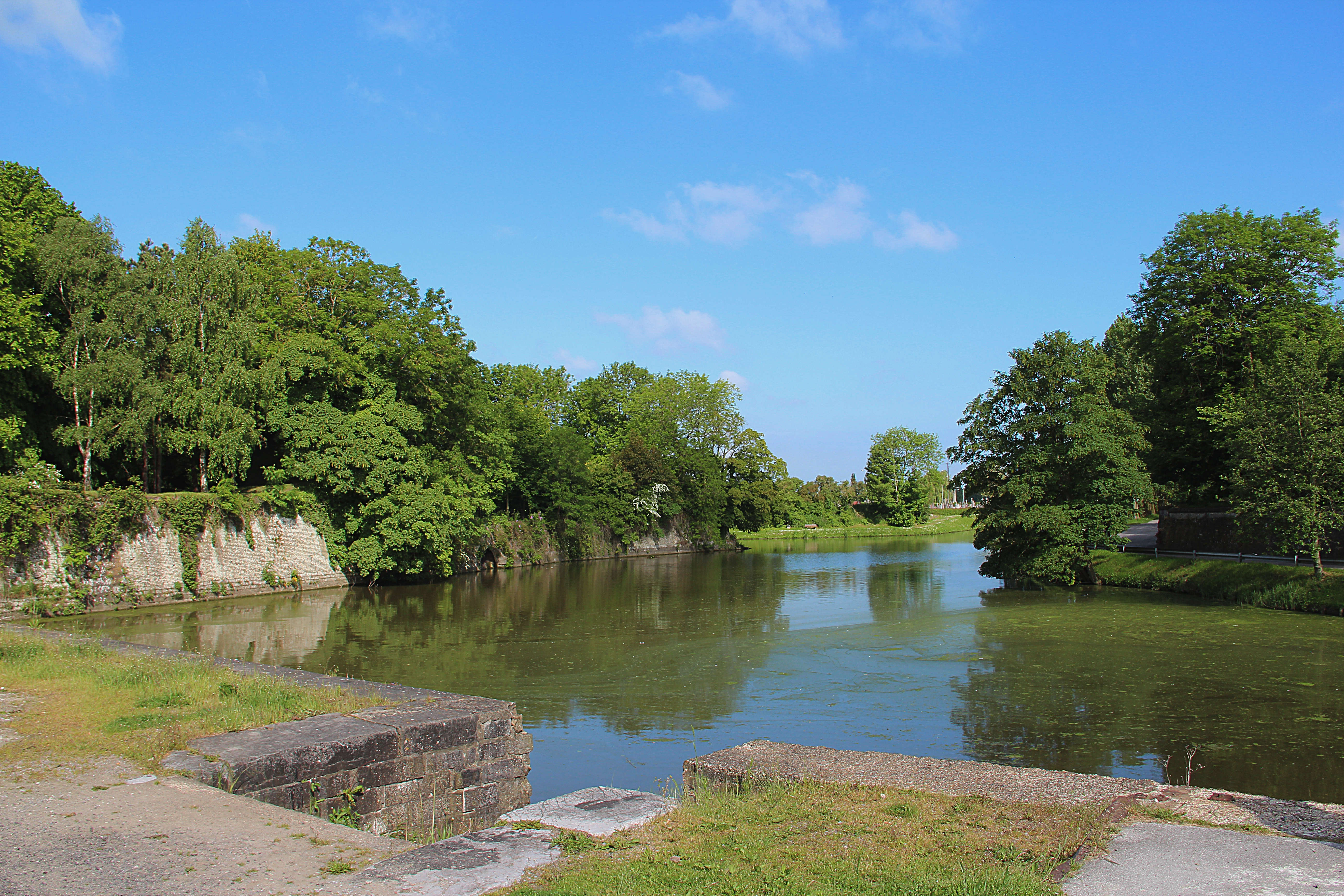
Beginn des Canal de Bergues in Bergues

Der Canal de Bergues ist ein Schifffahrtskanal in Frankreich im Département Nord in der Region Hauts-de-France.

## Vorgeschichte

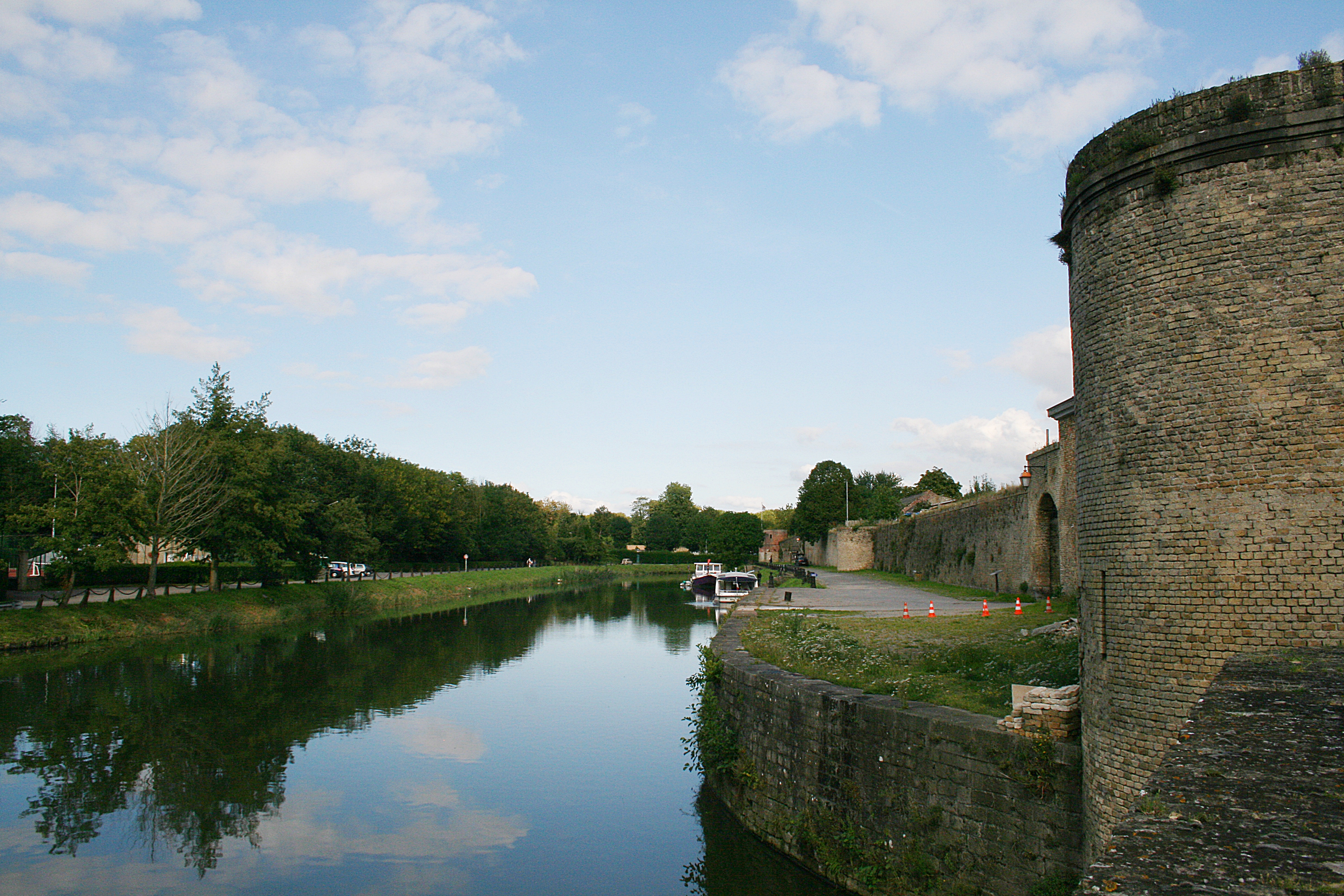
Hafen und alte Stadtmauer von Bergues

Im Mai 1067 genehmigte Baudoin V., Graf von Flandern, der Abtei Saint-Winoc in Bergues die Trockenlegung umliegender Sümpfe zum Zweck der Gewinnung von Agrarland. Zudem sollte das trockengelegte Gebiet in den Besitz der Abtei übergehen. Im Jahr 1169 entstand ein von Dämmen gesäumter Entwässerungskanal, der spätere Canal de la Colme, der die Stadt mit der Aa bei Watten verband und ab 1505 ausgebaut wurde. Im Jahr 1570 richtete ein schweres Unwetter Dammbrüche entlang der ganzen Küste an. Unter spanischer Herrschaft erarbeitete der Ingenieur Wenceslas Cobergher (1060–1636) ab 1619 ein Netz von neuen Kanälen.

## Geschichte und Beschreibung

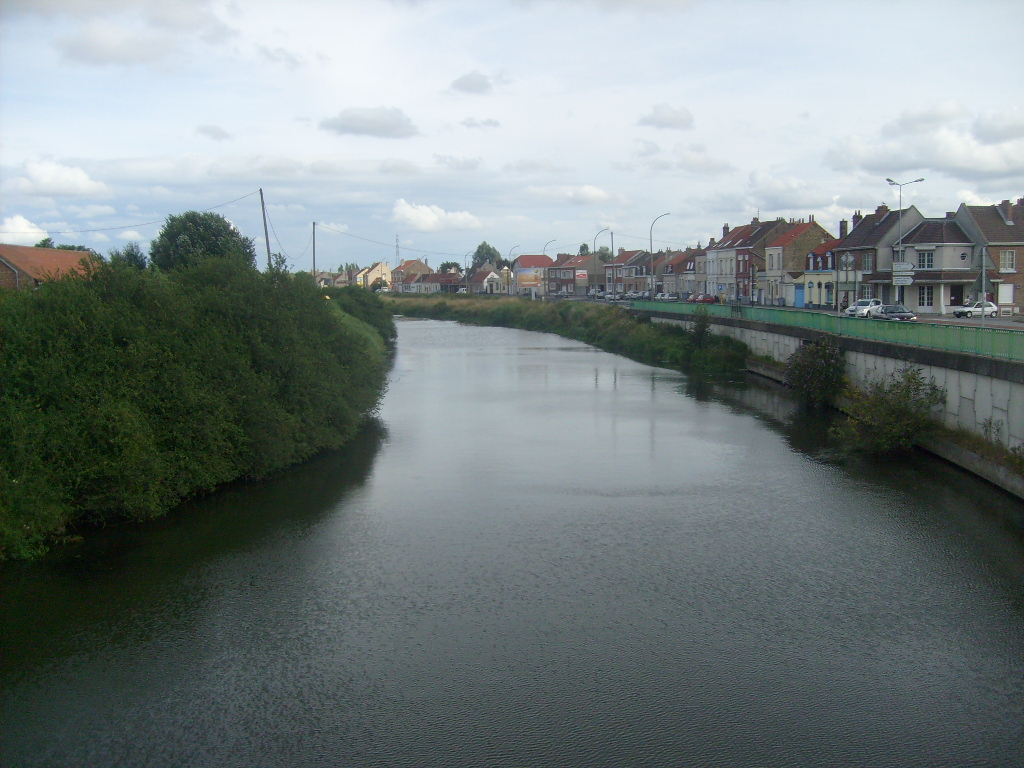
Blick über den Kanal auf Cappelle-la-Grande

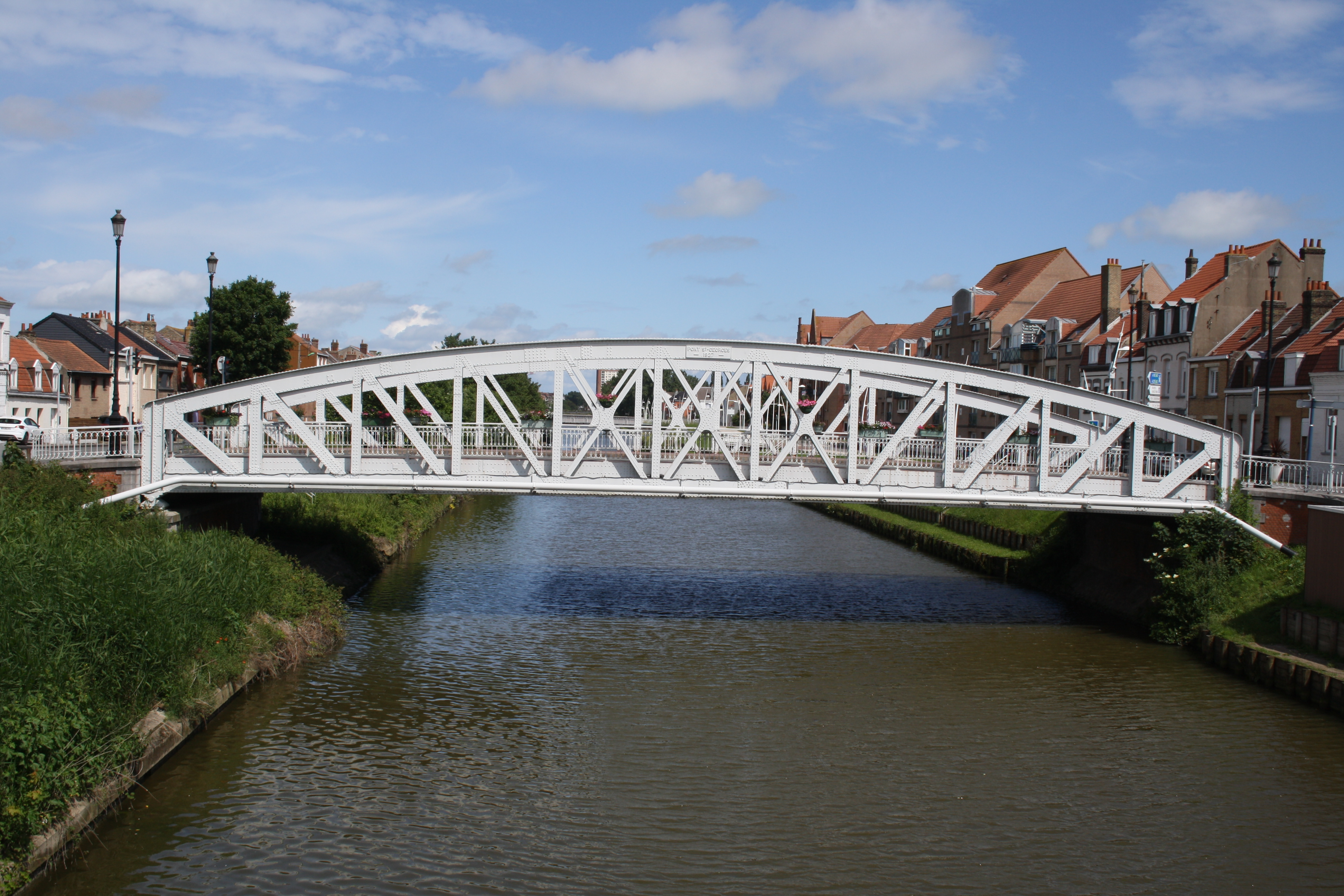
Straßenbrücke über den Kanal in Coudekerque-Branche

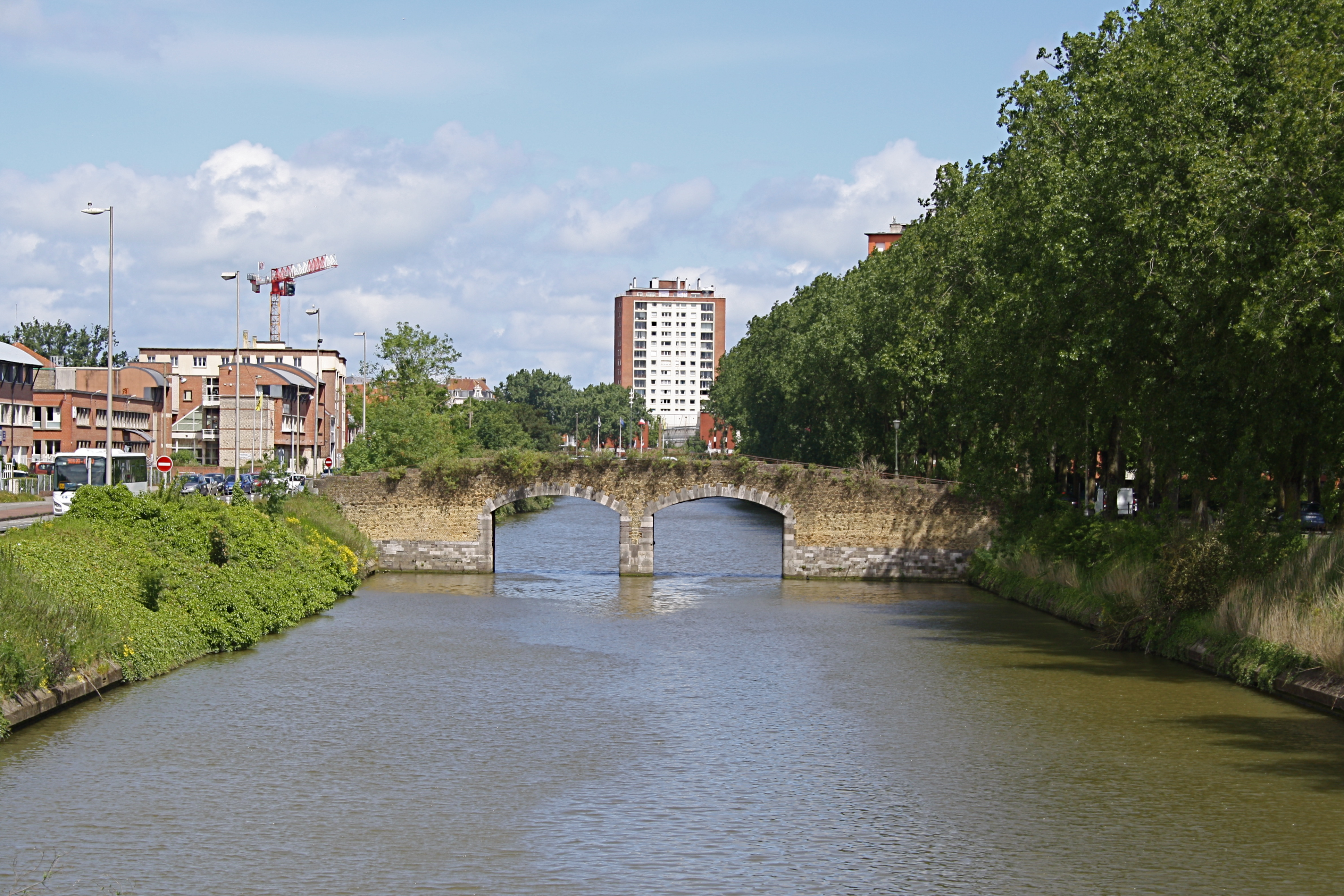
Der Kanal in Dunkerque mit dem ehemaligen Wassertor

Der im Jahr 1634 eröffnete, 7,8 km lange Canal de Bergues ist einer der ältesten Kanäle Frankreichs. Sein Bau wurde im 16. Jahrhundert begonnen, 1634 wurde er fertiggestellt. Er verbindet die Stadt Bergues, die in jener Zeit einen Hafen erhalten hatte, mit dem Canal de Jonction in Dunkerque (Dünkirchen) an der Nordsee.
Der Kanal beginnt am Hafen von Bergues, von dem nach Osten der Canal de la Basse Colme abgeht. Nach wenigen Metern mündet von Westen der Canal de la Haute Colme ein, über den der Canal de Bergues sein Wasser bezieht. Mit leichten Krümmungen verläuft er bis Cappelle-la-Grande und von dort nahezu geradlinig nach Dunkerque. Noch im späten 19. Jahrhundert führte sein ursprünglicher Verlauf über sein heutiges Ende am Canal de Jonction hinaus in das Hafenbecken Bassin de l’Arriere-Port.
Von den Abmessungen her entspricht der Kanal dem Freycinet-Maß und ist für Schiffe von maximal 39 m Länge, 5,20 m Breite und einem Tiefgang von höchstens 2,20 m befahrbar. Einst wies er zwei Schleusen auf: Die Schleuse in Bergues war 80 m lang und 5,20 m breit, jene in Dunkerque hatte eine Länge von 68 m bei einer Breite von 8 m. Im Zuge der Verlegung der Stadtmauer wurde 1845 in Dunkerque ein Wassertor am Kanal errichtet, das nachts mit Gittern verschlossen wurde. 1922 wurde es teilweise abgebrochen, blieb jedoch als Fußgängerbrücke erhalten.
Zwischen 1929 und 1939 erhielt der Kanal de Bergues an der südlichen Stadtgrenze von Dunkerque den Abzweig Canal exutoire des Wateringues, der parallel zum Boulevard Victor Hugo im Verlauf des ehemaligen Festungsgrabens den Stadtteil Basse-Ville begrenzt. Jenseits der Kreuzung mit dem Canal de Jonction folgt er dem aufgelassenen Canal de la Cunette. Der Seitenarm ist ohne Bedeutung für die Schifffahrt, sondern dient der Abfuhr von Wasser unter Umgehung der Hafenbecken.
In den 1970er Jahren endete auf dem Canal de Bergues die Frachtschifffahrt, für touristischen Verkehr ist er bis zum Hafen von Bergues weiterhin befahrbar. Die weiterführenden Kanäle Canal de la Haute Colme und Canal de la Basse Colme sind für den Verkehr gesperrt.

### Orte und Gemeinden am Kanal
- Bergues
- Bierne
- Cappelle-la-Grande
- Coudekerque-Branche
- Dunkerque